# Galleta Jaffa

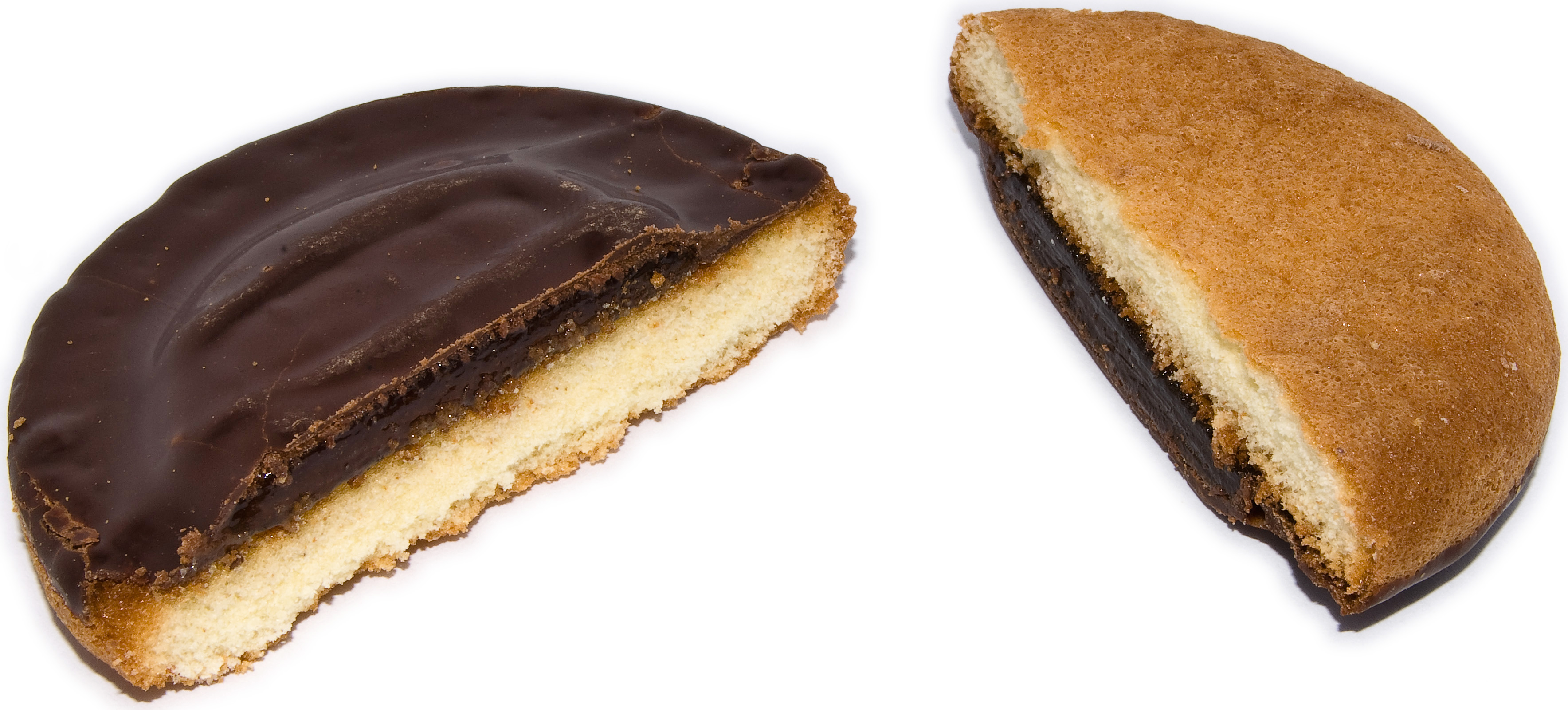

La Galleta Jaffa (comercializada bajo el nombre de Pim's por la marca LU) es un bizcocho a base de genovesas rellenas de mermelada o confitura de naranja, untadas de chocolate por un solo lado. Lo inventó el fabricante de dulces inglés McVitie's en 1927.
El nombre de «Jaffa» hace referencia a la variedad de naranjas utilizadas para hacer la mermelada.
McVitie's insistió en que la Galleta Jaffa era un bizcocho y no una galleta para librarse del arancel de aduana que existía sobre las galletas y no sobre los bizcochos.